# Windows 10 Mobile
Windows 10 Mobile — версія ОС, призначена для мобільних пристроїв із діагоналлю екрана до 9 дюймів. Покликана забезпечити кращу синхронізацію з версією Windows для персональних комп'ютерів, ширшу синхронізацію контенту, нові «універсальні» додатки, а також можливість підключення пристроїв до зовнішнього дисплея і використання смартфона як ПК. З аналогічним інтерфейсом із підтримкою миші та клавіатури. Смартфони на Windows Phone 8.1 можуть бути оновлені до Windows 10 Mobile. Деякі функції можуть відрізнятися залежно від апаратної сумісності.

## Розробка
Компанія Microsoft почала створювати єдину екосистему на базі ОС Windows у 2012 році. На Build 2014 Microsoft представила концепцію «універсальних» додатків Windows, при створенні яких використаний єдиний код і інтерфейс для всіх версій Windows. Призначені для користувача дані й ліцензії для програми також можуть бути розділені між декількома платформами. З 12 лютого 2015 року ведеться відкрите бета-тестування системи в рамках програми Windows Insider. На 2015 Build Microsoft представила інструмент, який полегшить портування Android- та iOS-додатків на Windows 10 Mobile, а також експериментальний порт Win-32. Спочатку планувалося, що операційна система включатиме середовище виконання для забезпечення Android (Project «Astoria»), що дасть змогу адаптувати програми, написані на Java або C++, для використання в ОС Windows 10. Однак на початку 2016 року Microsoft оголосила, що проєкт «Astoria» закритий. Але залишається актуальним проєкт «Islandwood», який дозволяє перекомпілювати додатки, написані для iOS, під Windows 10 і Windows 10 Mobile. Першим додатком, який було перекомпільовано став Instagram, доступний тільки на Windows 10 Mobile. Також у Windows Store опублікована бета-версія Facebook Messenger.

## Системні вимоги
| Роздільна здатність | Оперативна пам'ять |
| ------------------- | ------------------ |
| 960×540 і вище      | 1 Гб               |
| 1440×900 і вище     | 2 Гб               |
| 2048×1152 і вище    | 3 Гб               |
| 2560×2048 і вище    | 4 Гб               |

## Особливості

### Cortana
Cortana стала ще більш розумною. Розуміє до 7 мов. В Україні не доступна.

### Web
Додано новий браузер Microsoft Edge. Він замінив Internet Explorer і є набагато швидшим і стабільнішим від останнього та отримав нові можливості.

### Центр сповіщень
В Action Center додано три ряди налаштовуваних кнопок у верхній частині екрана.

### Клавіатура
Можливість переміщувати клавіатуру по екрану, змінювати розміри, а також можливість голосом диктувати текст (працює не на всіх мовах).

### Налаштування
Новий дизайн налаштувань телефона, які згруповані за своїми функціями.

### Повідомлення
Можливість швидкої відповіді на повідомлення свайпом вниз.

### Office
Нові можливості, які взяті із десктопної версії програми. Word отримав можливість відстежувати зміни в документах, навчили синхронізувати список недавніх відкритих документів. Також оновлення функціонала Power Point, тепер є можливість повноцінно створювати презентації на смартфонах.

### Перехід на універсальну платформу Windows
Згідно з концепцією «єдиної екосистеми Windows», мобільна система отримала новітні універсальні програми Windows: «Скайп» (починаючи з версії 1607), SMS (інтеграція зі «Скайпом», «Музика Groove», сучасний файловий менеджер, Outlook (з'єднав почту і календар в єдиний додаток), «Параметри», «Калькулятор», «Годинник», Xbox та інші.

### Режим розробника
Дозволяє встановлювати універсальні програми Windows не тільки із «Магазину», а й з інших місць. Звичайна версія Windows 10 Mobile підтримує лише 20 таких неопублікованих програм, тоді як корпоративна — безмежну кількість.

## Припинення
8 жовтня 2017 року віцепрезидент Microsoft заявив, що компанія припинить активно розробляти нові можливості або апаратне забезпечення для телефонів із Windows, він згадав маленьку долю ринку і, відповідно, нестачу програм від інших компаній для платформи. Microsoft здебільшого покинуло мобільний бізнес, звільнивши більшість працівників Microsoft Mobile у 2016-му, продала численну інтелектуальну власність і засоби виробництва HMD Global і Foxconn (який мав намір почати випускати базовані на Android телефони під брендом Nokia) і натомість сфокусувала зусилля на випуску застосунків і служб сумісних з Android і iOS.
У січні 2019 року Microsoft оголосила, що Windows 10 Mobile завершить свій життєвий цикл 10 грудня 2019, після чого не будуть випускатись нові оновлення безпеки та онлайн служби прив'язані до ОС (такі як резервне копіювання пристроїв) будуть поступово зупинені.